# Stryjewo
Stryjewo – wieś w Polsce położona w województwie warmińsko-mazurskim, w powiecie olsztyńskim, w gminie Biskupiec. W latach 1975–1998 miejscowość administracyjnie należała do województwa olsztyńskiego. Leży nad wschodnim brzegiem Jeziora Stryjewskiego.

## Historia
23 października 1395 Prusowie Suten, Heyecke, Kabyn, Sytymanten i Thymme Kabyn otrzymali z rąk  biskupa warmińskiego Henryka Sorboma wolne zagrody po sześć włók. Byli to rycerze pruscy (zwani equites), którzy w zamian mieli obowiązek pełnienia służby zbrojnej na rzecz biskupa.
W roku 1656 wieś była już na prawie chełmińskim o trzynastu włókach obsadzonych i trzech wolnych.
W 1782 roku we wsi było 27 domów, w 1818 29 domów i 129 mieszkańców, a w 1846 39 domów i 306 mieszkańców.
W 1827 roku funkcjonowała tu polska szkoła, do której uczęszczało 25 dzieci, liczba dzieci uczących się w tej szkole wzrosła do 64 dzieci w roku 1853. Uczniami tej szkoły były też dzieci ze wsi Dębowo i Zazdrość. Nauczycielem religii w tym czasie był Maciej Elbing. W 1890 istniała tu biblioteka polska TCL, a bibliotekarzem był Kostrzewa. W latach 1920–1939 we wsi przeważała ludność polska oraz funkcjonował tu mąż zaufania Związku Polaków w Niemczech. W latach 1920–1933 bibliotekę polską prowadził Jakub Jabłonka.
Około 1931 roku podczas germanizacji nazw miejscowych i fizjograficznych zmieniona została urzędowa nazwa wsi ze Stryjewo na Stockhausen.
W 1939 roku we wsi było 534 mieszkańców.
Wierni kościoła rzymskokatolickiego należą do parafii w Węgoju.